# Heinrich Tauchert
Heinrich Tauchert (* 24. Januar 1934 in Dauerthal; † 4. September 2017) war ein deutscher Jugendfunktionär (FDJ) und Geheimdienstoffizier des Ministeriums für  Staatssicherheit (MfS) der DDR. Er war Stellvertreter des Leiters der Hauptverwaltung A (HVA).

## Leben
Der Sohn eines Melkers arbeitete nach der Volksschule ab 1948 als Landarbeiter. Er trat 1949 in die FDJ ein und wurde nach dem Besuch der Jugendhochschule „Wilhelm Pieck“ 1951/52 hauptamtlicher FDJ-Funktionär. Im Jahr 1952 wurde er Mitglied der SED. Tauchert wurde 1952 Erster Sekretär der FDJ-Kreisleitung Lübben, 1953 der FDJ-Kreisleitung Senftenberg und 1954 erneut der FDJ-Kreisleitung Lübben. Nach dem Besuch Komsomol-Hochschule in Moskau 1955/56 kehrte er als Erster Sekretär der FDJ-Kreisleitung Lübben zurück. Von 1959 bis 1961 fungierte er als Zweiter Sekretär und von 1961 bis 1965 als Erster Sekretär der FDJ-Bezirksleitung Cottbus (Nachfolger von Hubert Matros). Gleichzeitig war er Mitglied der SED-Bezirksleitung und seines Büros. Auf dem VII. Parlament der FDJ im Juni 1963 wurde er zum Mitglied des Zentralrates der FDJ gewählt.

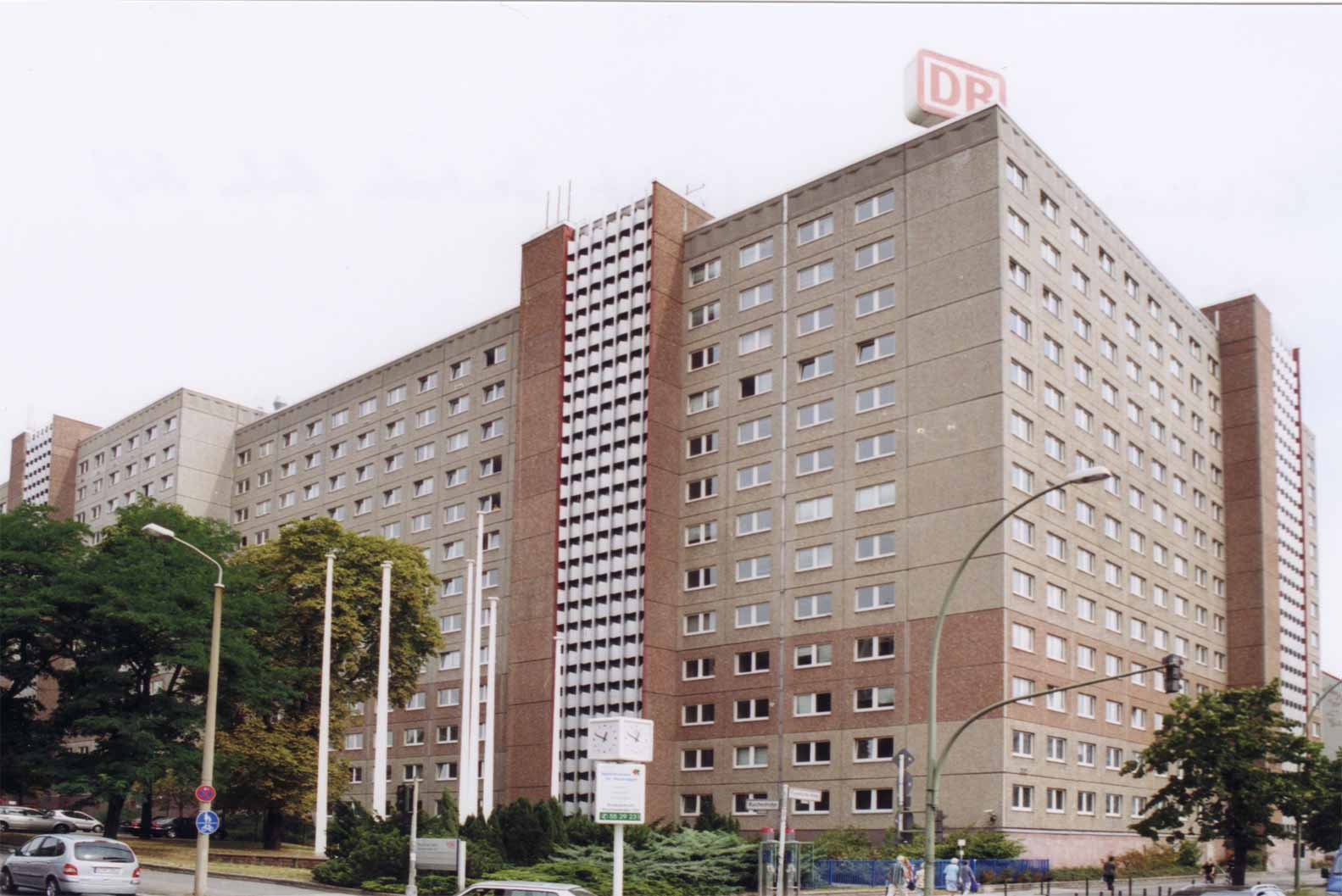
Hauptsitz der HV A im „Haus 15“ der Zentrale des Ministeriums für Staatssicherheit in Berlin-Lichtenberg

1965 wurde er beim MfS eingestellt. Er begann seinen Dienst in der HVA, leitete von 1971 bis 1973 die Abteilung XII/Referat 5 und von 1973 bis 1977 die Abteilung XII/Referat 1. Gleichzeitig war er von 1973 bis 1983 stellvertretender Leiter der Abteilung XII (NATO/EG). Von Juni 1983 bis Juli 1987 war er Leiter der Abteilung IV (Militärspionage). Im August 1987 rückte er zum Stellvertreter des Leiters der HVA auf. Zu seinem Dienstbereich gehörten die Abteilungen IV (Militärische Aufklärung der BRD), XI (Aufklärung Nordamerika) und XII (Aufklärung NATO). Tauchert wurde 1989 durch Erich Honecker zum Generalmajor ernannt und nach dem Ende der DDR 1990 entlassen. 
Tauchert lebte zuletzt in Berlin und verstarb im Alter von 83 Jahren.